# Mateusz Sawrymowicz
Mateusz Sawrymowicz, né le 22 avril 1987 à Lublin, est un nageur polonais spécialiste des épreuves de demi-fond en nage libre.
Le nageur obtient ses premières récompenses internationales majeures en petit bassin au niveau européen. Troisième sur 1 500 mètres nage libre lors de l'Euro en petit bassin 2005, Sawrymowicz grimpe sur la seconde marche du podium l'année suivante derrière le Russe Yuriy Prilukov. Il avait auparavant participé aux championnats du monde 2005 à Montréal et obtenu une cinquième place lors de la finale du 1 500 m nage libre.
En 2007, le nageur enlève la victoire et la médaille d'or lors des Mondiaux 2007 en devançant le Russe Prilukov et le Britannique David Davies.
Le Polonais s'approprie par ailleurs le record d'Europe de la spécialiste en améliorant l'ancienne marque du Britannique David Davies d'un centième (14 min 45 s 94 contre 14 min 45 s 95). À la fin de l'année, le mensuel américain Swimming World Magazine le désigne nageur européen de l'année. En décembre, lors de l'Euro en petit bassin organisé à Debrecen, le Polonais enlève son premier titre continental sur le 1 500 mètres.

## Palmarès

### Championnats du monde

#### Grand bassin
- Championnats du monde 2007 à Melbourne (Australie) :
  -  Médaille d'or du 1 500 mètres nage libre (14 min 45 s 94 - record d'Europe).

#### Petit bassin
- Championnats du monde 2008 à Manchester (Royaume-Uni) :
  -  Médaille de bronze du 1 500 mètres nage libre (14 min 43 s 37).
- Championnats du monde 2012 à Istanbul (Turquie) :
  -  Médaille de bronze du 1 500 mètres nage libre (14 min 38 s 29)[n 1].

### Championnats d'Europe

#### Grand bassin
- Championnats d'Europe 2008 à Eindhoven (Pays-Bas) :
  -  Médaille de bronze du 1 500 m nage libre (14 min 58 s 78).

#### Petit bassin
- Championnats d'Europe en petit bassin 2005 à Trieste (Italie) :
  -  Médaille de bronze du 1 500 m nage libre (14 min 38 s 86).
- Championnats d'Europe en petit bassin 2006 à Helsinki (Finlande) :
  -  Médaille d'argent du 1 500 m nage libre (14 min 28 s 43).
- Championnats d'Europe en petit bassin 2007 à Debrecen (Hongrie) :
  -  Médaille d'or du 1 500 m nage libre (14 min 24 s 54).
- Championnats d'Europe en petit bassin 2011 à Szczecin (Pologne) :
  -  Médaille d'or du 1 500 m nage libre (14 min 29 s 81).